# Munggu (Petanahan)
Munggu is een bestuurslaag in het regentschap Kebumen van de provincie Midden-Java, Indonesië. Munggu telt 2780 inwoners (volkstelling 2010).